# Заболотский, Феликс Фёдорович
Фе́ликс Фёдорович Заболо́тский (род. 15 мая 1927, Чистополь, Татарская АССР) — советский деятель машиностроения, инженер. Главный технолог, главный инженер Марийского машиностроительного завода (1964―1997). Лауреат Государственной премии СССР (1978). Заслуженный рационализатор Марийской АССР (1965).

## Биография
Родился 15 мая 1927 года в Чистополе Татарской АССР.
В 1942 году начал работать на Марийском машиностроительном заводе: станочник, мастер, заместитель начальника цеха, с 1964 года — главный технолог, в 1977—1997 годах — главный инженер. Без отрыва от производства окончил Марийский радиомеханический техникум, в 1961 году — Всесоюзный заочный машиностроительный институт в Москве. C 1950 года внедрил 29 технических усовершенствований и рационализаторских предложений, в том числе создал конструкцию пятишпиндельного автомата, позволившего производить последовательно несколько операций. Также известен как организатор серийного производства специальной техники, ряда технически сложных разработок.
За вклад в развитие промышленности награждён орденами «Знак Почёта» и Трудового Красного Знамени. В 1965 году ему присвоено почётное звание «Заслуженный рационализатор Марийской АССР». В 1978 году он стал лауреатом Государственной премии СССР.

## Награды и звания
- Государственная премия СССР (1978)[1][2][3]
- Орден Трудового Красного Знамени (1979)[1][2][3]
- Орден «Знак Почёта» (1971)[1][2][3]
- Заслуженный рационализатор Марийской АССР (1965)[1][2][3]